# Ено
 Тази статия е за провинцията на Белгия.  За историческото графство вижте Графство Ено.  
Ено (на френски: Hainaut) е провинция в Югозападна Белгия, част от Валония. Граничи с Франция на югозапад, провинция Намюр на югоизток, провинция Люксембург на югоизток, провинции Валонски Брабант и Фламандски Брабант на североизток, провинция Източна Фландрия на север и провинция Западна Фландрия на северозапад. Площта на провинцията е 3786 км², а населението – 1 341 645 души (по приблизителна оценка от януари 2018 г.). Административен център е град Монс.
Провинция Ено се подразделя на седем окръга: Ат, Шарлероа, Монс, Мускрон, Соани, Тюен и Турне.